# بليتش (الموسم 10)
الآرانكر ضد الشينيغامي (破面・VS.死神篇 آرانكارو في إس. شينيغامي هِن) هو الموسم العاشر من أنمي بليتش، ويحتوي على 16 حلقة. قام بإخراج الموسم نوريوكي أبيه وأنتجه تلفاز طوكيو و‌دنستو و‌إستديو بيرو. الموسم مقتبس من مانغا بنفس الاسم للمؤلف تايت كوبو. يحكي الموسم عن معارك إيتشيغو كوروساكي وأصدقائه ضد الإسبادا - أقوى الأرواح في جيش سوسكي آيزن - لإنقاذ أوريهيمي إينوي. الحلقتان 204 و205 تحكيان عن مباراة كرة قدم طورها شينيغامي الكاسوميوجي الذين ظهروا في الموسم التاسع.
بدأ عرض الموسم في اليابان على تلفاز طوكيو ابتداءً من 14 أكتوبر 2008 وحتى 3 فبراير 2009. أصدرت أنيبلكس 4 مجلدات دي في دي كل منها يحتوي على 4 حلقات ابتداءً من 27 مايو 2009 وحتى 26 أغسطس 2009.
يحتوي الموسم على 3 شارات موسيقية: شارة بداية وشارتا نهاية. شارة البداية هي «فيلونيكا» (Velonica) من أداء أكوا تايمز. شارة النهاية الأولى هي "بتلة زهرة واحدة" (ヒトヒラのハナビラ هيتوهيرا نو هانابيرا) من أداء ستريوبوني، واِستُخدِمت من الحلقة 190 حتى الحلقة 201، وشارة النهاية الثانية هي "وتر السماء (إلى البالغ أنت)" (Sky chord 〜大人になる君へ〜 سوكاي كودو ~أوتونا ني نارو كيمي إي~) من أداء شيون تسوجي، واِستُخدِمت لبقية الحلقات. لأجل الترويج للفيلم الروائي الثالث بليتش: التلاشي إلى الأسود، والذي أُصدر في 13 ديسمبر 2008، شارتي الحلقات من 197 وحتى 201 استخدمت لقطات من التلويحة.

## قائمة الحلقات
| الرقم | عنوان الحلقة                                                         | فصول المانغا | تاريخ العرض الأصلي |
| ----- | -------------------------------------------------------------------- | ------------ | ------------------ |
| 190   | «فصل الهيوكو موندو، إعادة البدأ!» (堕ウェコムンド編、再開！)         | 178، 286-287 | 14 أكتوبر 2008     |
| 191   | «المأدبة المخيفة، مسرح زايل أبورو» (恐宴, ザエルアポロ劇場)          | 288-289      | 21 أكتوبر 2008     |
| 192   | «سر نيل، دخول جميلة للمعركة؟!» (ネルの秘密, 巨乳美女参戦！？)        | 290-292      | 28 أكتوبر 2008     |
| 193   | «لا يقاوم، عرض دمى مرعب» (抵抗不能、恐怖の人形劇)                    | 292-293      | 4 نوفمبر 2008      |
| 194   | «ماضي نيليل» (ネリエルの過去)                                        | 294-295      | 11 نوفمبر 2008     |
| 195   | «الاتحاد النهائي! جدية بيشي» (究極合体！ ペッシェの本気)             | 296-297      | 18 نوفمبر 2008     |
| 196   | «دخول المعركة! ظهور أقوى جيش للشينغامي» (参戦！最強死神軍団登場)     | 298-299      | 25 نوفمبر 2008     |
| 197   | «بانكاي بياكويا، الغضب الهادئ» (白哉卍解、静かなる怒り)              | 300-301      | 2 ديسمبر 2008      |
| 198   | «العالِمان، فخ مايوري» (２人の科学者、マユリの罠)                     | 302-303      | 9 ديسمبر 2008      |
| 199   | «ميلاد مقدس، إعادة إحياء زايل أبورو» (聖誕、蘇るザエルアポロ)        | 304-305      | 16 ديسمبر 2008     |
| 200   | «الجسد الأصلب؟! تقطيع نويتورا» (最硬の体!? ノイトラを斬れ)           | 306-308      | 23 ديسمبر 2008     |
| 201   | «إطلاق نويتورا! الأذرع المتعددة» (ノイトラ開放！増殖した腕)          | 308-310      | 6 يناير 2009       |
| 202   | «انتهاء القتال الضاري! من الأقوى؟» (激動決着！最強は誰だ)            | 311-312      | 13 يناير 2009      |
| 203   | «تجمع مدينة كاراكورا! آيزن ضد الشينيغامي» (空座町に集結！藍染対死神) | 313-315      | 20 يناير 2009      |
| 204   | «استراتيجية إقناع قطاعات المعدة لإيتشيغو☆» (一護の切腹説得大作戦☆)   | حصرية        | 27 يناير 2009      |
| 205   | «صدمة! بطولة كيماري مليئة بالمجوفين» (ドキ！虚だらけの蹴鞠大会)      | حصرية        | 3 فبراير 2009      |

## إصدارات منزلية
| المجلد | تاريخ الإصدار | الحلقات | مرجع   |
| ------ | ------------- | ------- | ------ |
| 1      | 27 مايو 2009  | 190–193 | [ 4 ]  |
| 2      | 24 يونيو 2009 | 194–197 | [ 9 ]  |
| 3      | 22 يوليو 2009 | 198–201 | [ 10 ] |
| 4      | 26 أغسطس 2009 | 202–205 | [ 5 ]  |

## معلومات
1. ↑  كيماري (蹴鞠؟) هي لعبة كرة يابانية اشتهرت في فترة هييآن.